# Chandai

Chandai este o comună în departamentul Orne, Franța. În 1 ianuarie 2022 avea o populație de 681 de locuitori.